# 獨聯體國家足球隊
獨聯體國家足球隊是獨立國家聯合體的足球代表隊。1992年由15個前蘇聯加盟共和國中的12個共和國組成，代替前蘇聯國家足球隊的地位。1991年11月，蘇聯隊遁1992年歐洲國家盃外圍賽取得決賽週參賽資格。但年底蘇聯正式解體，於是由15個前蘇聯加盟共和國中的12個共和國，愛沙尼亞、拉脫維亞、立陶宛除外，組成獨聯體隊參加國際足球賽事。貝多芬的第9號交響曲被採納為隊歌。

## 前蘇聯加盟共和國國家隊

### 獨聯體成員
| 亞美尼亞 | 國家隊 | 歐洲足協                               |
|          | 國家隊 | 歐洲足協                               |
| 白俄羅斯 | 國家隊 | 歐洲足協                               |
|          | 國家隊 | 歐洲足協                               |
|          | 國家隊 | 歐洲足協 (1992年-2002年為亞洲足協成員) |
|          | 國家隊 | 亞洲足協                               |
| 摩尔多瓦 | 國家隊 | 歐洲足協                               |
| 俄羅斯   | 國家隊 | 歐洲足協                               |
|          | 國家隊 | 亞洲足協                               |
|          | 國家隊 | 亞洲足協                               |
| 乌克兰   | 國家隊 | 歐洲足協                               |
|          | 國家隊 | 亞洲足協                               |

### 非獨聯體成員
| 爱沙尼亚 | 國家隊 | 歐洲足協 |
| 拉脫維亞 | 國家隊 | 歐洲足協 |
| 立陶宛   | 國家隊 | 歐洲足協 |

## 歐洲國家盃成績
- 1992年 - 第一圈

## 外部連結
- USSR National Football Team （页面存档备份，存于） (俄語)